# Stadskerk (Waltershausen)
De Stadskerk "Met Gods hulp" (Duits: Stadtkirche "Zur Gotteshilfe") in Waltershausen in Thüringen is een protestantse kerk. In de kerk bevindt zich het grootste barokke orgel van Thüringen. het is een van de circa 20 kerkgebouwen, die na de verwoestingen in de Dertigjarige Oorlog onder hertog Frederik II van Saksen-Gotha-Altenburg werden gebouwd.

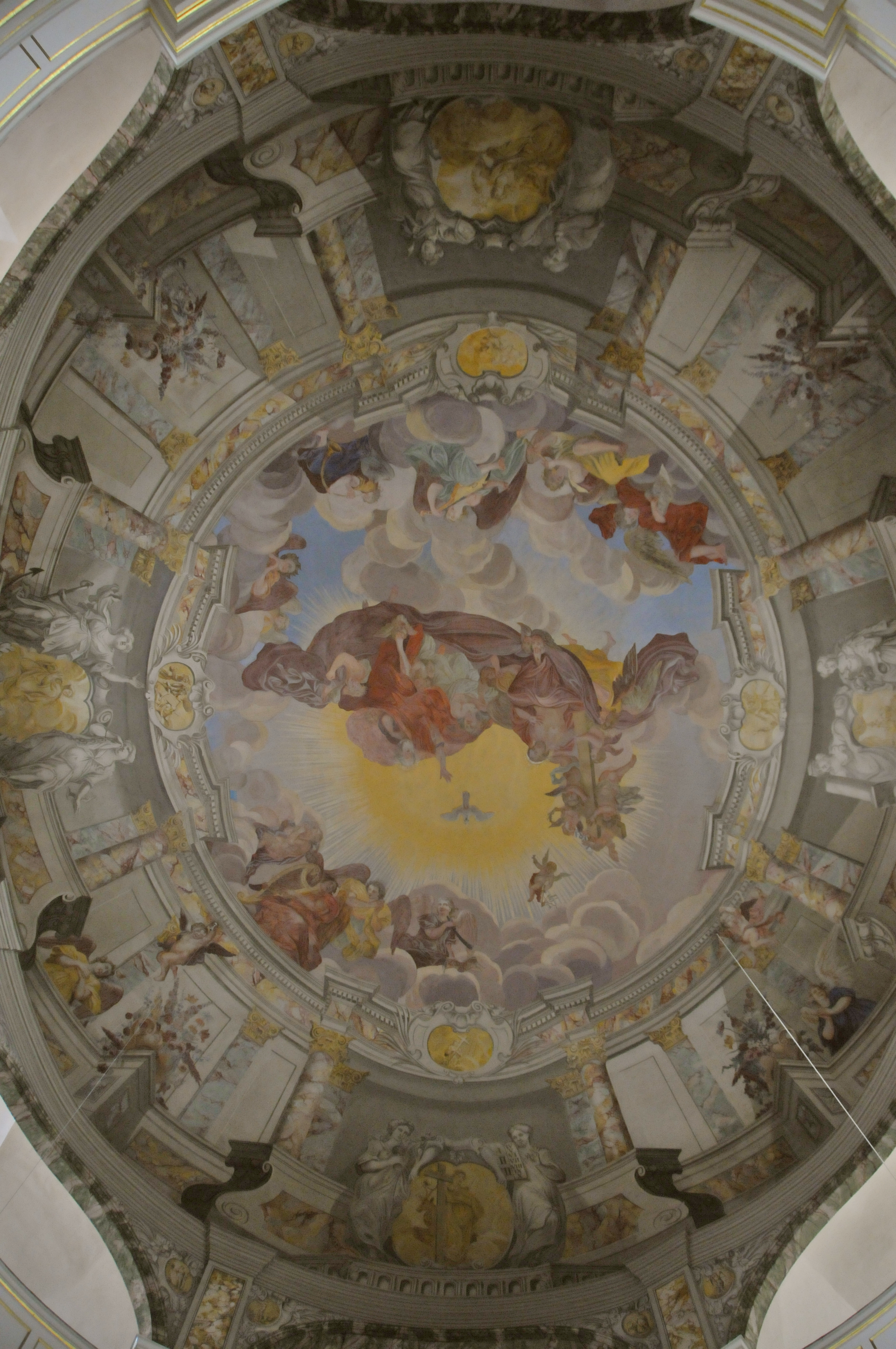
Plafondfresco

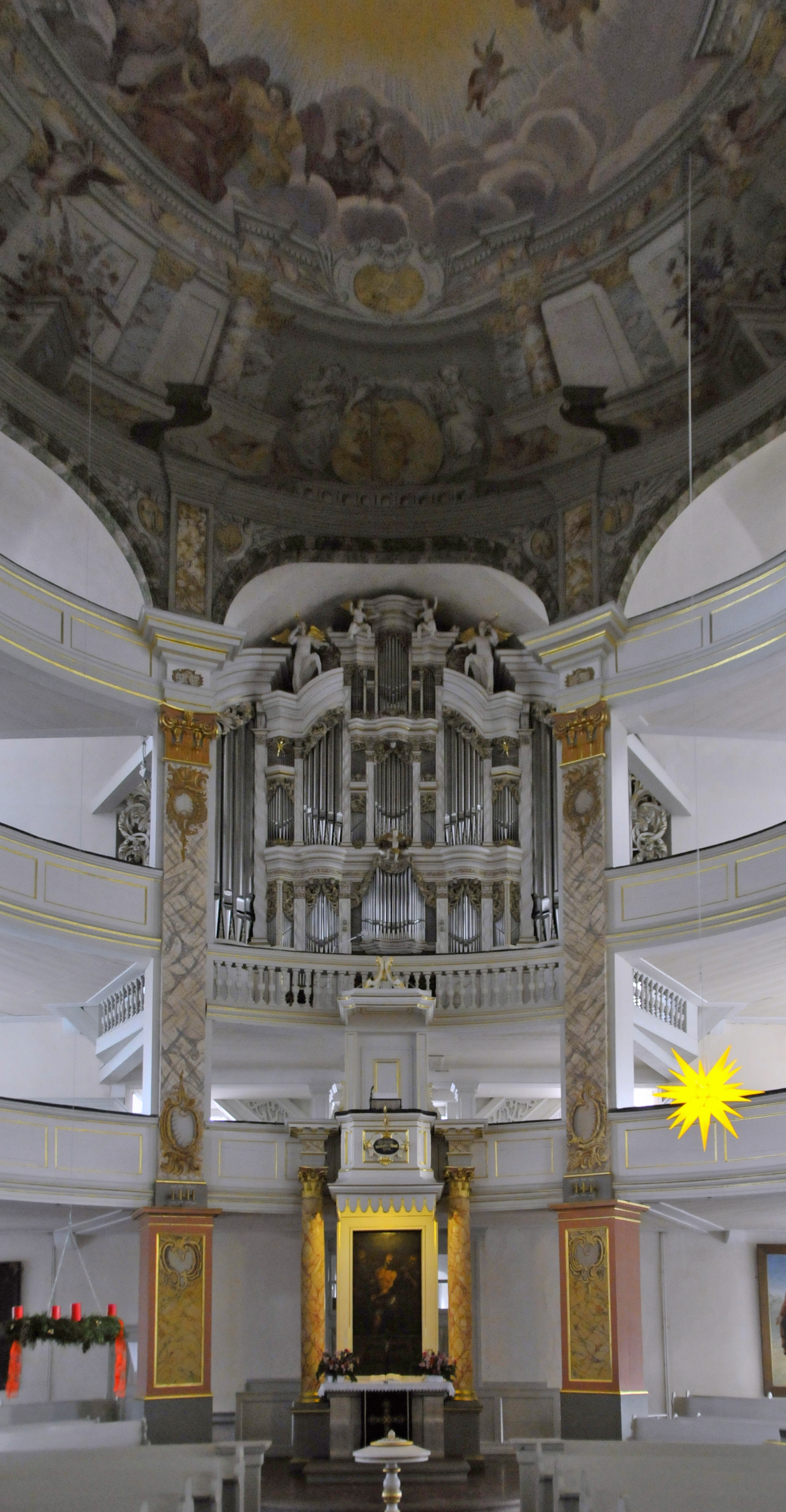
Kansel, altaar, orgel

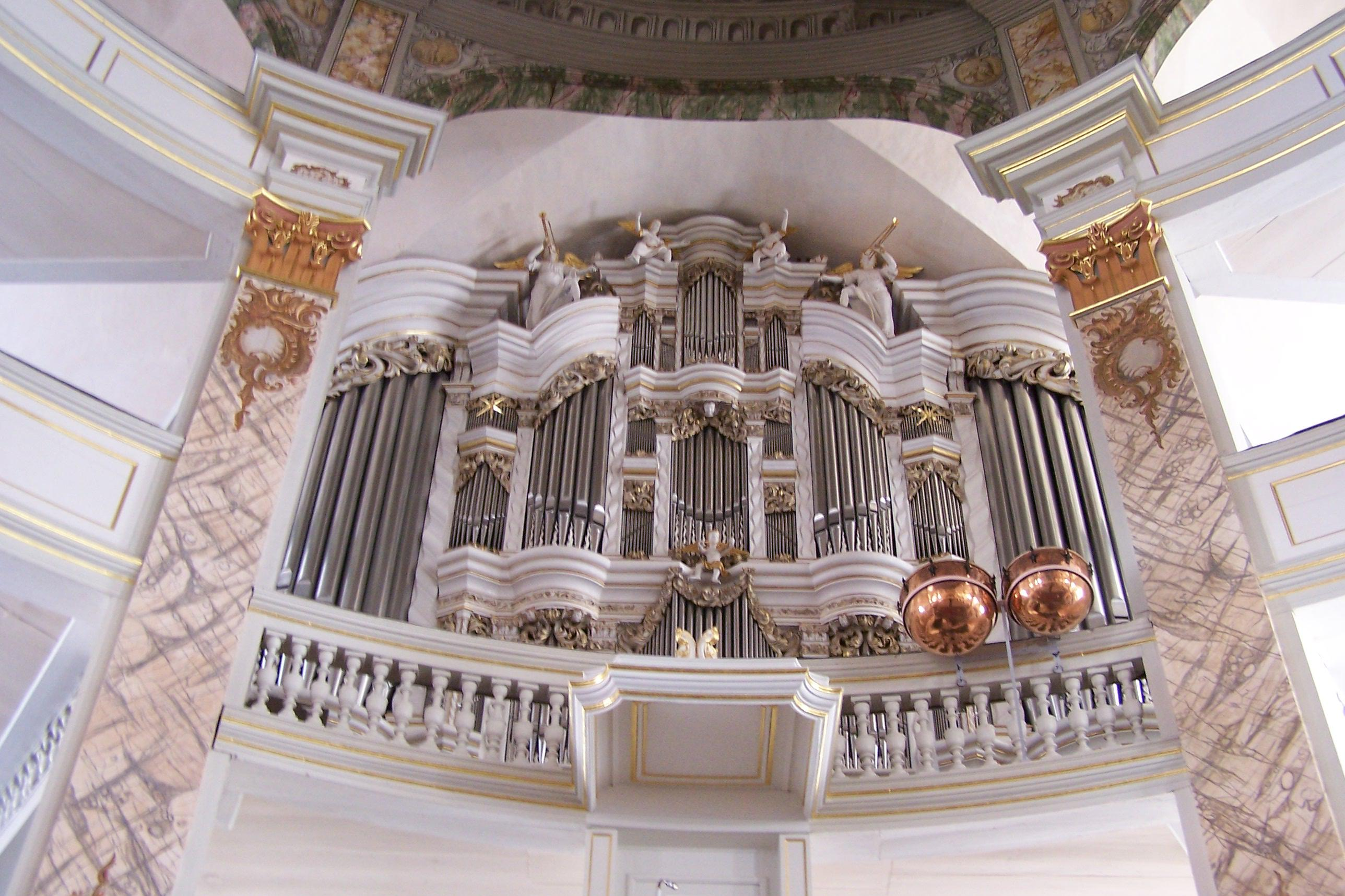
Orgel

## Voorgeschiedenis
Op de plaats van de huidige kerk stond reeds in 1326 de Onze-Lieve-Vrouwekerk, een bescheiden laatgotische hallenkerk. Volgens een inschrift in de toren volgde in het jaar 1458 de bouw van de toren, waarvan de onderste helft deel uitmaakt van de huidige toren. Oorspronkelijk werd de kerk omgeven door een kerkhof, dat tot 1536 door een muur van de markt werd afgescheiden. Tijdens de Dertigjarige Oorlog werd de stad herhaaldelijk ingenomen en de kerk ontwijd en als paardenstal gebruikt. De inventaris van de kerk werd geroofd of vernield. Pas onder Ernst de Vrome werd de kerk in 1667 herbouwd en opnieuw ingewijd.

## Geschiedenis
Op 8 november 1719 volgde de eerstesteenlegging van de huidige kerk en op 19 december 1720 kon de meiboom op de lantaarn van de kerktoren worden geplaatst. Omdat de lantaarn op de toren niet beviel, werd ze in 1722 door de huidige klokvormige bekroning vervangen. De plechtige inwijding van de kerk vond op 24 november 1723 plaats. De architect Wolf Christoph Zorn von Plobsheim maakte de inwijding zelf niet meer mee, hij stierf in 1721. Zijn werk werd voortgezet en voltooid door de barokke architect Johann Erhard Straßburger (1675-1754).
Het kerkschip werd van inheemse grijs-rode zandsteen gebouwd en geldt qua plattegrond en bouw als een voorloper van de in de jaren 1726-1743 gebouwde Onze Lieve Vrouwekerk te Dresden. Het kerkgebouw vervulde de dubbelfunctie van zowel stadskerk als (naast de Sint-Joriskapel in het Slot Tenneberg) residentiekerk. De kerk geldt als de belangrijkste protestantse centraalbouw van Thüringen. Dankzij de plattegrond en de bouwwijze staan kansel en altaar centraal. Van 1945 tot 1960 werden in de kerk ook de missen van de katholieken gevierd. Tegenwoordig worden in de kerk ook oecumenische diensten gevierd en concerten georganiseerd.
In de herfst van 1989 was de stadskerk het centrum van de ontluikende burgerbeweging, de oppositionele groepering in de DDR die zich ten tijde van die Wende vormde.

## Beschrijving
Het kerkschip werd van lokale grijs-rode zandsteen gebouwd en het voldoet aan het idee om de kerkelijke gemeente zo vorm te geven, dat iedereen de dienst even goed kan bijwonen. Hierbij past vertaald naar de architectuur het beste een bouwwerk in rotondevorm. De architect realiseerde evenwel een meer ovaal gevormde plattegrond van het interieur, terwijl het exterieur de vorm van een grieks kruis kreeg met korte armen. De hoofdingang bevindt zich in het westen door de toren. In de doorgang kregen enige zeer goed bewaarde grafplaten een plaats. Gestut door acht houten pijlers zijn drie rondlopende galerijen in de kerkruimte aangebracht. Het interieur biedt in totaal aan ongeveer 1200 gelovigen plaats. Van het voormalige kerkgebouw bleef alleen het onderste deel van de toren bewaard.

## Interieur
In de kerk werd het grootste orgel uit de Bach-tijd ingebouwd, het bevindt zich op de oostelijke zijde boven het altaar en de kansel. Op de tegenoverliggende westelijke zijde is terzelfde hoogte als de kansel de hertogelijke herenloge onder de onderste galerij ingebouwd. De loge is beschilderd met het wapen van Saksen-Gotha. Het interieur werd bijzonder rijk met pracht en praal versierd. Het in 1723 door de hofschilder Johann Heinrich Ritter (1685/90-1751) vervaardigde plafondfresco van de Heilige Drievuldigheid is een meesterlijk illusionistisch kunstwerk. De allegorische vrouwenfiguren stellen de Liefde, Wijsheid, Hoop, Geduld, Matigheid, Standvastigheid alsook Trouw en Geloof voor. Een groep engelen vult naar boven toe de ruimte en wijzen op de zich tussen wolken bevindende Drievuldigheid. De vrouwenfiguren houden cartouches bsdy met de zaligsprekingen van de Bergrede (Mattheüs 5:1-8:1).

## Orgel
Het orgel werd in 1724-1730 door Heinrich Gottfried Trost gebouwd, maar niet helemaal door hem voltooid. Verschillende orgelbouwers werkten tot 1755 verder aan het orgel. Het instrument is het grootst bewaarde orgel uit de baroktijd in Thüringen en is voor een groot deel nog oorspronkelijk. Het is een van de belangrijkste instrumenten voor de orgelmuziek van Johann Sebastian Bach.
De firma Orgelbau Waltershausen GmbH restaureerde in de jaren 1990 het 47 registers tellende orgel en bracht het in de oorspronkelijke toestand van 1730-1755 terug.